# Pseudhapalopus aculeatus
Pseudhapalopus aculeatus är en spindelart som beskrevs av Embrik Strand 1907. Pseudhapalopus aculeatus ingår i släktet Pseudhapalopus och familjen fågelspindlar.
Artens utbredningsområde är Bolivia. Inga underarter finns listade i Catalogue of Life.